# Online hra

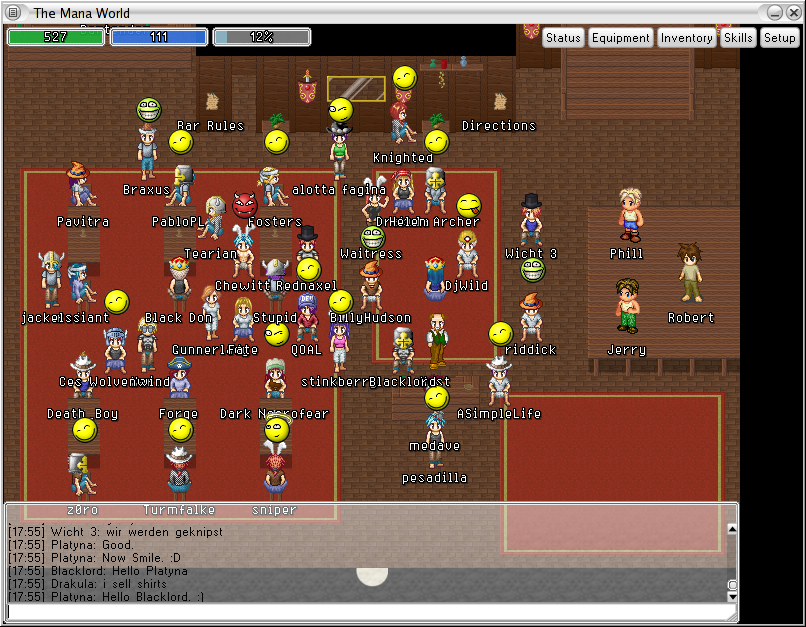
Ukázka online hry

Online hra je videohra, která umožňuje pomocí internetu nebo jiné počítačové sítě hraní dané hry více hráči. Buď je hra specificky pro hru více hráčů navržena nebo nabízí online hru jako druhou možnost vedle hry pro jednoho hráče, kde není potřeba připojení k žádné síti.

## Hry přímo vyvíjené pro hraní po internetu
Hry vyvíjené přímo pro hraní po internetu (někdy označované zkratkou OMG: online multiplayer game) lze rozdělit do několika kategorií:
- MUD (Multi-User Dungeon) – tradiční hra pro více hráčů hraná prostřednictvím textového rozhraní (například Lost In Time nebo Prahy)
- MMOG (Massively-Multiplayer Online Game) – modernější obdoba s grafickým rozhraním; podle žánru se dělí na:
  - MMORPG (Massively-Multiplayer Online Role Playing Game) – RPG (např. World of Warcraft)
  - MMORTS (Massively-Multiplayer Online Real-Time Strategy) – strategie (např. Mankind)
  - MMOFPS (Massively-Multiplayer Online First Person Shooter) – střílečka (např. World War II online: Battleground Europe)
- Webové hry – hry ovládané pomocí běžného webového prohlížeče (např. Divoké kmeny, Travian)
  - Zvláštním případem jsou hry v Adobe Flash, u kterých jsou do webových stránek vloženy aktivní prvky – tyto hry se tak ovládají pomocí webového prohlížeče, avšak vyžadují nainstalovanou podporu Flashe (ta je však dostupná na drtivé většině počítačů). Mnoho flashových her však nepodporuje žádnou hru více hráčů a nijak nevyužívá možnosti komunikace prostřednictvím internetu; s online hrami mají společný jen způsob přístupu prostřednictvím webového prohlížeče.
    - Mezi tyto hry můžeme řadit kategorie her: akční, logické, strategické, sportovní, závodní. Častokrát v nich můžete soupeřit s ostatními hráči v podobě skóre.

## Hry s možností online hry
Velká část dnešních počítačových her odpovídajících žánrů nabízí možnost hry proti jiným hráčům prostřednictvím lokální sítě či internetu. U některých her se dokonce jedná o hlavní možnost a hra jednoho hráče je v nich výrazně hůře podporována či prakticky chybí (např. Quake III Arena).

## Elektronický sport
V mnoha (zejména akčních) online hrách fungují hráčské žebříčky, statistiky a různé soutěže, ve vrcholné formě pak přímo profesionální hraní ve formě tzv. elektronického sportu. Mezi nejpopulárnější hry v těchto soutěžích patří například Counter-Strike, League of Legends, či Starcraft.